# Mycodrosophila japonica
Mycodrosophila japonica är en tvåvingeart som beskrevs av Toyohi Okada 1956. Mycodrosophila japonica ingår i släktet Mycodrosophila och familjen daggflugor. Inga underarter finns listade i Catalogue of Life.